# PIO
PIO (Programmed Input Output) je režim přenosů dat po sběrnici v počítači mezi periferiemi (CD-ROM, pevný disk, síťová karta apod.) a operační pamětí. Data jsou přenášena za účasti procesoru. Procesor je tedy plně zaměstnán přenosem a nemůže vykonávat jinou práci.

## PIO režim u ATA rozhraní
Do příchodu DMA byl režim PIO jediný způsob komunikace na tomto rozhraní.
PIO režim je rozdělen do několika módů dle přenosové rychlosti.
Všechny režimy jsou z hlediska elektrických signálů stejné. U rychlejších módů dochází pouze k redukci doby mezi jednotlivými cykly a tím i zvýšení přenosové rychlosti. Všechna ATA zařízení podporují základní - nejpomalejší mód 0. V tomto módu CPU přistupuje k registrům na zařízení, ve kterých jsou uloženy informace potřebné pro CPU k určení optimální rychlosti a nastavení ATA řadiče.
Nastavení správného PIO režimu a následný přenos dat je pro CPU velmi náročný. Z tohoto důvodu byl později vytvořen DMA a UDMA režim.
Stále má však PIO režim své využití. Ať už se jedná o jednoduché digitální rozhraní, kde není třeba dosahovat vysokých přenosových rychlostí nebo třeba některé integrované obvody. Lze ho také využít například u FPGA (Field Programmable Gate Array) bez znatelné ztráty výkonu.
Další dva módy byly definovány u specifikace CompactFlash 2.0. Jsou to módy PIO 5 a PIO 6, které se užívaly právě jen u CompactFlash zařízení (ty dnes však už podporují i výše zmíněné Ultra DMA).
|       | Max. přenosová rychlost (MB/s) | Min. doba cyklu | Standard, kde je mód definován |
| ----- | ------------------------------ | --------------- | ------------------------------ |
| Mód 0 | 3.3                            | 600 ns          | ATA-1                          |
| Mód 1 | 5.2                            | 383 ns          | ATA-1                          |
| Mód 2 | 8.3                            | 240 ns          | ATA-1                          |
| Mód 3 | 11.1                           | 180 ns          | ATA-2                          |
| Mód 4 | 16.7                           | 120 ns          | ATA-2                          |
| Mód 5 | 20                             | 100 ns          | CompactFlash 2.0               |
| Mód 6 | 25                             | 80 ns           | CompactFlash 2.0               |

## PIO Mód 5
Předpokládaná rychlost měla dosahovat až 22 MB/s. Tento mód však nikdy nebyl zaveden a používán na pevných discích. Jednak tu byl DMA režim a navíc by musel CPU čekat na odpovědi od pevného disku, a tím by byl zbytečně zatěžován.
Sice se nikdy nevyráběly pevné disky s podporou PIO 5, avšak někteří výrobci základních desek začlenili podporu PIO módu 5 do BIOSU. Důvodem bylo použití CompactFlash karet s adaptéry na rozhraní IDE.

## Kompatibilita
Ne všechna zařízení přesně dodržují časování PIO módů. Jako například čtečka karet Sandisk SDDR-89 ImageMate, která využívá čip GL819 od firmy Genesys Logic. Tento čip má lehce odlišné časování pro většinu módů.
| PIO Módy          | 1      | 2      | 3      | 4      | 6     |
| časování GL819    | 399 ns | 249 ns | 183 ns | 133 ns | 83 ns |
| ATA a CF časování | 383 ns | 240 ns | 180 ns | 120 ns | 80 ns |